# ロバート・ブルーナー
ロバート・ブルーナー（英: Robert Brunner、1958年 - ）は、アメリカ合衆国のインダストリアルデザイナー。1989年から1996年までAppleのインダストリアルデザイングループ・ディレクターを務め、Ammunition Design Groupの創設者でパートナーである。

## 略歴
ブルーナーは、1981年にサンノゼ州立大学でインダストリアルデザイン学士号を取得した。1984年にLunar Designを含むいくつかのハイテク企業でデザイナーやプロジェクトマネージャーを務めた後、1989年にAppleへ入社する。Appleインダストリアルデザイングループでは、PowerBookを含むApple製品ラインのデザイン・ディレクションを担当した。ブルーナーは、Appleに在籍中、ジョナサン・アイブを3回誘って1996年ついに雇った。
1996年1月、彼はデザインファームPentagramのサンフランシスコオフィスとパートナーになった。
ブルーナーはサンフランシスコに本拠を置くZephyr Ventilationの創設者Alex Siowと協力して、屋外グリル設計会社のFuegoを立ち上げた。彼は、Siowとの関係を象徴するZephyr Ventilationの近代的なレンジフードのArc Collectionをデザインした。
2007年半ばまでにブルーナーはPentagramを辞め、Ammunition Design Groupを開始した。2008年、元MetaDesignのリーダー、Brett Wickens、Matt RolandsonがAmmunition LLCにパートナーとして参加した 。彼はAmmunition Design Groupの設計チームを率いて、多くの米国および国際的な顧客に製品、アイデンティティ、インタラクションデザイン、戦略コンサルティングを提供している。現在はEmber Technologiesの取締役を務めている。
ブルーナーの作品は北米、ヨーロッパ、アジア、オーストラリアで広く公開されている。 彼の製品デザインは、インダストリアルデザイナーズ・オブ・アメリカ・アンド・ビジネス・ウィークの23のIDSA賞を受賞した。 彼の作品は、ニューヨーク近代美術館（MoMA）、クーパーヒューイット美術館、インディアナポリス美術館（IMA）、サンフランシスコ近代美術館（SFMoMA）の常設コレクションに含まれている。